# Brilstern
De brilstern, (Onychoprion anaethetus) (vroeger Sterna anaethetus), is een zeevogel uit de familie van de meeuwen (Laridae) en de geslachtengroep sterns (Sternini).

## Kenmerken
De brilstern is een trekvogel en is meer aan zee gebonden dan veel andere sterns. Niet alleen qua leefwijze, maar ook qua uiterlijk vertoont de soort veel overeenkomsten met de wat grotere bonte stern. De rug van de bonte stern is echter donkerder, het wit op het voorhoofd is breder en de witte nekband van de brilstern ontbreekt. Het formaat van de brilstern komt overeen met dat van een visdiefje.

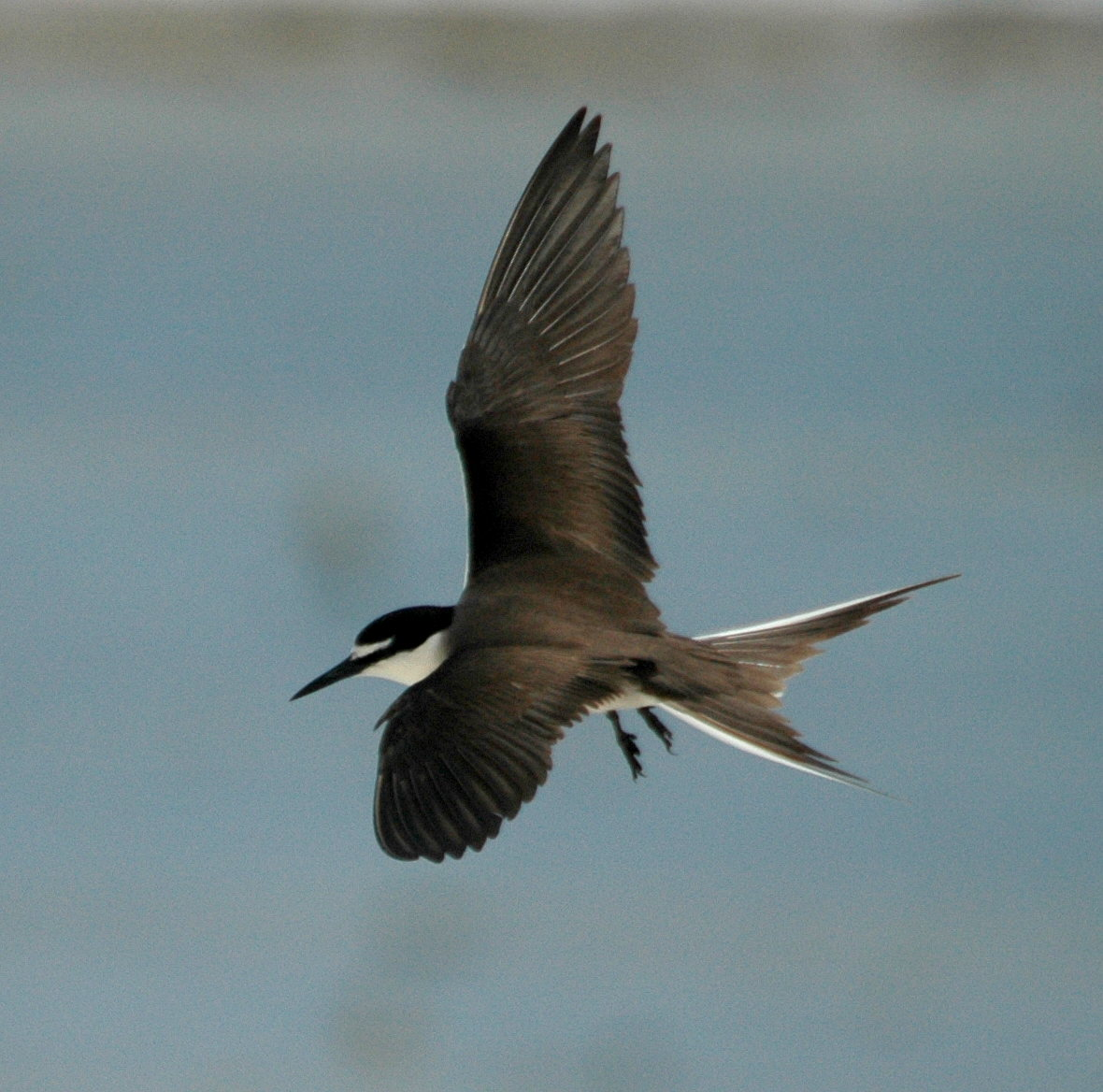
De brilstern in vlucht.

## Verspreiding en leefgebied
De soort komt wijdverspreid voor boven de tropische oceanen en broedt in kolonies op eilanden, onder andere in Mexico, het Caribisch gebied (waaronder Saba en Aruba), West-Afrika, het Arabisch schiereiland, Zuidoost-Azië en Australazië.
De soort telt vier ondersoorten:
- O. a. melanopterus: de Grote Oceaan en westelijk Afrika.
- O. a. antarcticus: de Rode Zee, de Perzische Golf en de westelijke Indische Oceaan.
- O. a. anaethetus: de oostelijke Indische Oceaan en de westelijke Grote Oceaan.
- O. a. nelsoni: de westkust van Mexico en Centraal-Amerika.

## Status
De grootte van de populatie is in 2006 geschat op 0,4-1 miljoen volwassen vogels. Op de Rode lijst van de IUCN heeft deze soort de status niet bedreigd.